# Запілля (Логойський район, Швабська сільська рада)
Запілля — (біл. вёска Заполье), село (веска) в складі Логойського району розташоване в Мінській області Білорусі, підпорядковане Швабській сільській раді.
Село Запілля розташоване в центральних районах Білорусі, у північній частині Мінської області.